# Monte Przywitowski
Il Monte Przywitowski (in lingua inglese: Mount Przywitowski) è una montagna antartica, alta 2.770 m, situata sul fianco sudorientale del Ghiacciaio Holdsworth, 4.6 km a ovest del McNally Peak, nei Monti della Regina Maud, in Antartide.
Il monte è stato mappato dall'United States Geological Survey (USGS) sulla base di ispezioni in loco e foto aeree scattate dalla U.S. Navy nel periodo 1960-64.
La denominazione è stata assegnata dall'Advisory Committee on Antarctic Names (US-ACAN) in onore di Richard F. Przywitowski, dell'United States Antarctic Research Program (USARP), responsabile scientifico alla Base Amundsen-Scott durante la sessione invernale del 1966 e responsabile scientifico alla Stazione McMurdo nell'inverno 1968.